# Большеклювая камышовка
Большеклювая камышовка (лат. Acrocephalus orinus) — вид певчих птиц из семейства камышевковых. Получила известность как «самая малоизвестная птица в мире», так как до 2000-х годов была известна по единственному экземпляру, добытому в 1867 году в Индии. Вновь обнаружена в дикой природе в 2006 году в Таиланде. При этом тайская птица была отпущена, а ДНК для её идентификации взята из перьев.

## Описание
Перья оливково-коричневые, а на нижней поверхности тела бледно-кремовые. Длина тела — около 130 мм, хвоста — 58 мм, крыла — 61 мм, клюва — 20 мм.

## История изучения
Первый экземпляр, долго остававшийся единственным, добыл в 1867 году Аллан Октавиан Юм.

### Переоткрытие вида
В 2006 большеклювая камышовка была вновь обнаружена в Таиланде. Птицу поймал 27 марта орнитолог Филипп Раунд, её окольцевали и извлекли два пера для сравнения ДНК с экземпляром 1867 года.
Исследование российских учёных-орнитологов (Павел Квартальнов и другие) 2011 года показало, что ранее вид путали в музейных коллекциях с A. dumetorum и что птицы могут размножаться в Таджикистане, Кыргызстане, восточном Узбекистане и юго-восточном Казахстане.
В 2011 гнёзда были обнаружены в долине реки Пяндж в Таджикистане.